# Wu Hui-ju
Wu Hui-ju (chinesisch 吳蕙如; * 12. November 1982) ist eine ehemalige taiwanische Bogenschützin.

## Karriere
Wu Hui-ju nahm an den Olympischen Sommerspielen 2004 in Athen teil. Im Einzel konnte sie bis ins Viertelfinale vordringen, dort unterlag sie schließlich der Südkoreanerin Lee Sung-jin mit 104:103 und wurde Sechste. Im Mannschaftswettkampf hingegen gelang ihr es zusammen mit Yuan Shu-chi und Chen Li-ju die Bronzemedaille gewinnen.
Bei ihrer zweiten Olympiateilnahme in Peking 2008 schied sie im Einzel bereits in der ersten Runde gegen Leydis Brito aus Venezuela aus. Auch im Mannschaftswettkampf blieb sie ohne Medaille und belegte mit ihren Mannschaftskameradinnen den neunten Rang.